# Tribunal de première instance (Belgique)
Pour les autres articles nationaux ou selon les autres juridictions, voir Tribunal de première instance.

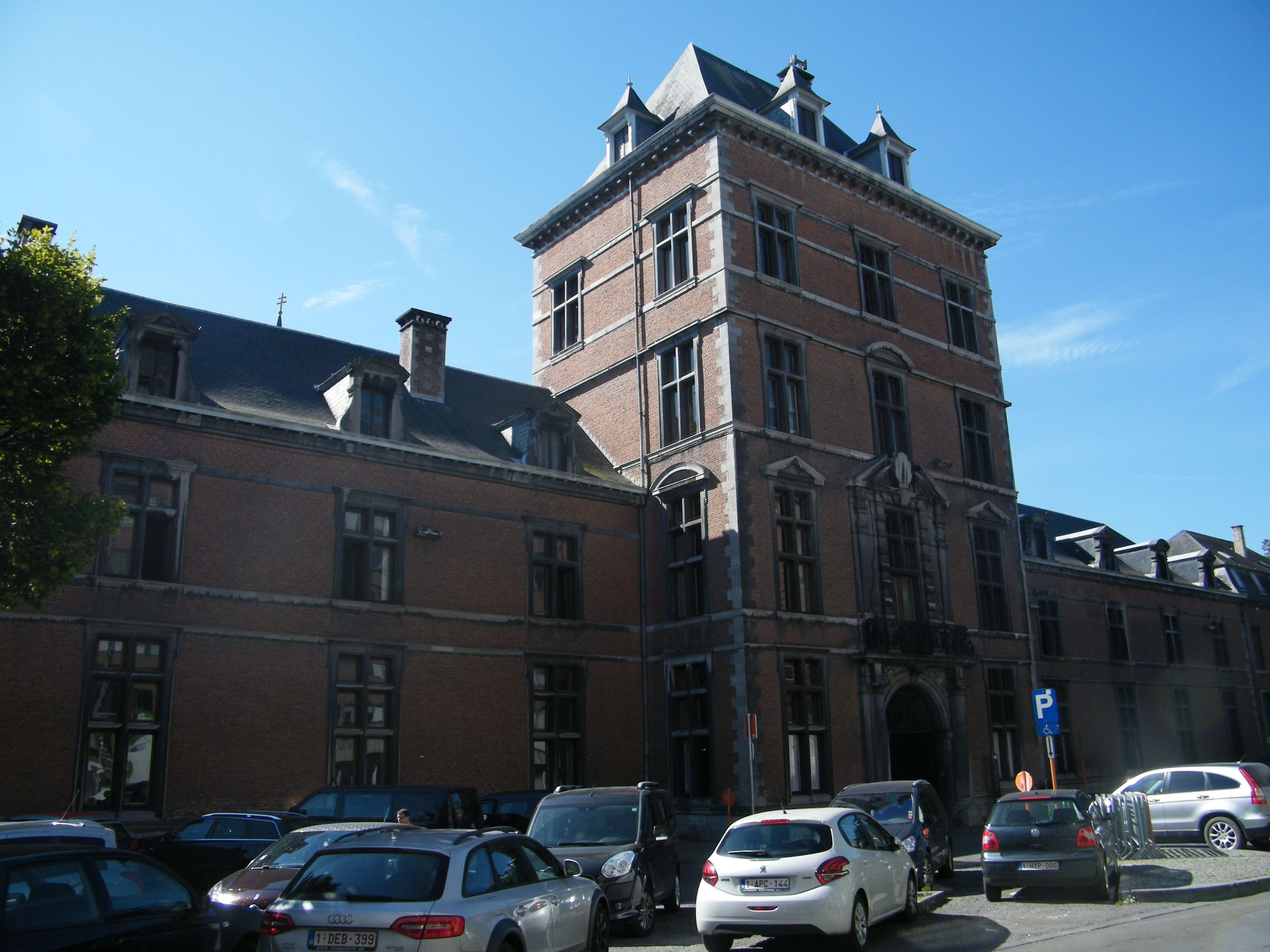
Le Palais de Justice de Namur, abritant le Tribunal de première instance de son arrondissement

Le Tribunal de première instance en Belgique est une juridiction belge aux compétences étendues, tant en matière civile que pénale. Il est composé de 4 sections : le tribunal civil, le tribunal correctionnel, le tribunal de la famille et de la jeunesse, et le tribunal de l'application des peines. 

## Ressort

Carte des arrondissements judiciaires en Belgique

Le ressort de la juridiction est l'arrondissement judiciaire, mais par dérogation, il existe deux tribunaux de première instance dans l'arrondissement judiciaire de Bruxelles pour satisfaire aux exigences linguistiques de la capitale. Il existe donc 13 tribunaux de première instance (répartis en différentes divisions) pour l'ensemble du territoire :
1. Luxembourg (Arlon - Marche-en-Famenne - Neufchâteau)
2. Hainaut (Charleroi - Mons - Tournai)
3. Brabant wallon
4. Namur (Namur - Dinant)
5. Liège (Liège - Verviers - Huy)
6. Eupen
7. Limbourg (Hasselt- Tongres)
8. Louvain
9. Bruxelles francophone
10. Bruxelles néerlandophone
11. Anvers (Anvers - Turnhout- Malines)
12. Flandre-Orientale (Gand - Termonde - Audenarde)
13. Flandre-Occidentale (Bruges - Courtrai - Furnes - Ypres)

## Compétence matérielle
Les 4 sections de tribunal connaissent de matières différentes.

### Tribunal civil
Le tribunal civil est une juridiction ordinaire, signifiant par cela qu'il peut connaitre de tous les litiges civils hors de la compétence exclusive d'une autre juridiction (compétence résiduaire) et qu'il lui est impossible de soulever un déclinatoire basé sur la compétence matérielle (on nomme cette incapacité la prorogation occasionnelle de compétence).
Outre cela, sa compétence générale porte sur tous les litiges civils d'une valeur supérieure à 5 000 € (sans préjudice des compétences exclusives et des cas réservés au tribunal de la famille et de la jeunesse) et sa compétence exclusive lui attribue les demandes relatives à la nationalité, à la protection des logiciels, à l'exequatur des décisions rendues à l'étranger, à la responsabilité civile dans le domaine de l'énergie nucléaire, etc.
En second degré, le tribunal civil connait de l'appel des décisions de la justice de paix (dont la valeur dépasse 2000€) et du tribunal de police section civile.

### Tribunal correctionnel
Le tribunal correctionnel est une juridiction pénale et connait des délits, des crimes correctionnalisés et des contraventions connexes à ces derniers ou en matière de stupéfiants. En second degré de juridiction, il connait de l'appel des décisions du tribunal de police section pénale.
De plus, c'est en son sein que se trouve une juridiction d'instruction, nommée chambre du conseil. Celle-ci a deux grandes compétences : prolonger la détention préventive d'un mandat d'arrêt, et décider s'il y a non-lieu à la fin de l'instruction d'une affaire.

### Tribunal de la famille et de la jeunesse
Depuis le 30 juillet 2013, le  tribunal de la famille et de la jeunesse est divisé en deux sections : le tribunal de la famille et le tribunal de la jeunesse.
Le tribunal de la famille est compétent pour tous les litiges familiaux, comme le divorce, l'adoption, la garde d'enfant, la succession, et pour l'appel des décisions de justice de paix aux aspects familiaux. Il comprend en outre des chambres de règlement à l'amiable où un juge, formé à la médiation, cherche à aider les familles à régler leurs conflits non-judiciairement.
Le tribunal de la jeunesse est compétent pour prononcer des mesures protectionnelles lorsque des infractions sont commises par un mineur ou lorsqu'un de ces derniers se trouve dans une situation difficile. En cas de fait particulièrement grave (notamment le meurtre ou le viol) commis par un mineur d'au moins 16 ans accomplis, le tribunal de la jeunesse peut se dessaisir de l'affaire, qui sera alors jugée devant le tribunal correctionnel ou la Cour d'assises.

### Tribunal de l'application des peines
Le tribunal de l'application des peines ne se trouve que dans les arrondissements de Liège, Hainaut, Bruxelles, Flandre-Orientale et Anvers. Comme son nom l'indique, il est compétent pour les modalités des peines notamment privatives de liberté. 
Le tribunal est divisé en chambres de l'application des peines et en chambres de protection sociale. Les premières possèdent des attributions concernant la détention limitée, la surveillance électronique, la liberté conditionnelle, la mise en liberté provisoire en vue de l'éloignement du territoire, ou encore la remise de peine. Les deuxièmes s'occupent des demandes concernant des mesures d'internement.

### Incidents de répartition
En cas d'incidents relatifs à la répartition des affaires entre les différentes chambres et tribunaux, le président du tribunal de première instance peut attribuer l'affaire à la section, division, chambre ou juge correspondant via une ordonnance liant le juge.

### Le juge des référés
De par ses pouvoirs, le président du tribunal de première instance peut statuer provisoirement sur toute matière dont l'urgence est constatée (et en cas d'absolue nécessité dans le cas des affaires familiales). Dans ce cadre, le juge possède une plénitude de juridiction, signifiant qu'il peut agir dans toutes matières (sauf celles soustraites à la Justice évidemment).

## Composition
Le siège du tribunal de première instance comporte un président, un vice-président, des magistrats spécialisés désignés à des mandats spécifiques (juge d'instruction, juge du tribunal de l'application des peines, juge des saisies), des juges effectifs nommés par le Roi, des assesseurs au tribunal de l'application des peines et des juges suppléants. Ils sont assistés d'un point de vue juridique par des référendaires.
Le ministère public auprès du tribunal de première instance est nommé parquet d'instance, et comporte un procureur du Roi, des substituts du Procureur du Roi, des procureurs de divions, et des magistrats de parquet. Ils sont assistés d'un point de vue juridique par des juristes de parquet.
Un greffe est attaché à chaque tribunal de première instance. Le greffe se compose d’un ou plusieurs greffiers et de membres du personnel du greffe. Ils sont placés sous la direction du greffier en chef.

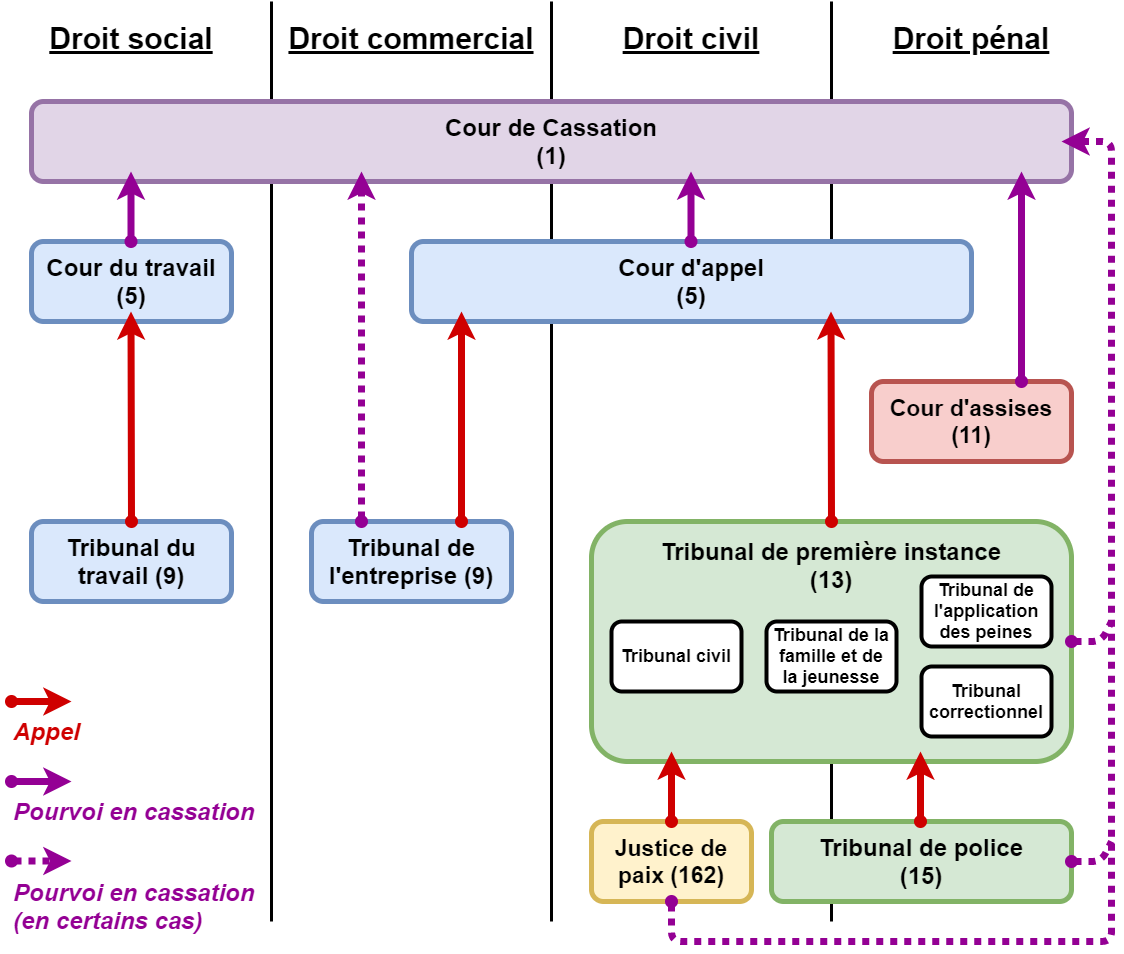
L' organisation judiciaire belge

## Recours
En matière civile, les litiges jugés en premier ressort dont la valeur dépasse 5 000 € sont susceptibles d'appel devant la Cour d'appel, chambre civile. S’il ne dépasse pas ce montant, la demande est rendue en dernier ressort. Toutes les décisions du tribunal de la famille et de la jeunesse sont cependant susceptibles d'appel devant les chambres de la famille et les chambres de la jeunesse de la Cour d'appel.
En matière pénale, tous les jugements du tribunal correctionnel peuvent être appelés devant les chambres correctionnelles de la Cour d'appel.

## Sources

### Législation
- Code judiciaire
- Code d'instruction criminelle
- Décret portant le Code de la prévention, de l'Aide à la jeunesse et de la protection de la Jeunesse
- Loi relative à la protection de la jeunesse, à la prise en charge des mineurs ayant commis un fait qualifié infraction et à la réparation du dommage causé par ce fait

### Ressources électroniques
- "Tribunal de première instance | Cours et tribunaux",disponible sur www.tribunaux-rechtbanken.be, consulté le 29 janvier 2021, https://www.tribunaux-rechtbanken.be/fr/tribunaux-et-cours/tribunal-de-premi%C3%A8re-instance
- "Tribunal de première instance", disponible sur questions-justice.be, consulté le 29 janvier 2021, http://www.questions-justice.be/Le-tribunal-de-premiere-instance
- "Quand il y a urgence", disponible sur questions-justice.be, consulté le 29 janvier 2021, http://questions-justice.be/spip.php?article380
- "Juridictions de droit commun en Belgique", disponible sur e-justice.europa.eu, consulté le 29 janvier 2021, https://e-justice.europa.eu/content_ordinary_courts-18-be-fr.do?member=1
- "Tribunal de première instance", disponible sur justice-en-ligne.be, consulté le 29 janvier 2021, https://www.justice-en-ligne.be/Tribunal-de-premiere-instance
- "Juge des référés", disponible sur droits-quotidiens.be, consulté le 29 janvier 2021, https://www.droitsquotidiens.be/fr/lexique/juge-des-referes#:~:text=Le%20juge%20des%20r%C3%A9f%C3%A9r%C3%A9s%20est,qu'il%20statue%20en%20r%C3%A9f%C3%A9r%C3%A9.